# Vándor Kálmán (újságíró, 1898–1949)
Vándor Kálmán, született Breitfeld Kálmán István József, névváltozat: Bretfeld (Szombathely, 1898. március 19. – Budapest, Terézváros, 1949. december 8.) magyar író, újságíró, a szórakoztató irodalom művelője.

## Pályafutása
Eleinte szülővárosában dolgozott, 1921-ben a Vasvármegye című lap belső munkatársaként, majd 1922-től Az Újság irodalmi mellékletét szerkesztette, egyben a lap színházi kritikusa is volt. 1924-ben Breitfeld családi nevét fiával, ifj. Breitfeld Kálmánnal Vándorra változtatta. Újságírói tevékenységét 1945 után befejezte, ezután kizárólag irodalmi téren működött. Halálát koszorúér-rögösödés okozta. 

## Családja
Breitfeld Dezső könyvkereskedő és Szele Mária fiaként született Szombathelyen, ahol szülei 1897. június 6-án kötöttek házasságot. Felesége Szathmáry Aranka énekesnő volt, akivel 1921-ben Sopronban kötött házasságot. Fia ifj. Vándor Kálmán újságíró. Unokatestvére Koncz János hegedűművész.

## Művei
- Versek (Budapest, 1915)
- Colibri (regény, Budapest, 1933, Gong 25.) MEK
- Tigrisbéke (regény, Budapest, 1940) MEK
- Trieszti gyors (regény, Budapest, 1940) MEK
- Báthory Erzsébet (regény, 1940) MEK
- Mea culpa (regény, Budapest, 1941)
- Idegen asszony (regény, Budapest, 1943) MEK
- Kétszer kettő három (regény, Budapest, 1946) MEK
- Hajnali köd (regény, Budapest, 1947) MEK